# Toluen
Toluen tidligere kendt som toluol er en klar vanduopløselig væske med en karakteristisk lugt af fortyndingsvæske brugt i maling. Det er en monosubstitueret benzen-dereviat, dvs. at et hydrogenatom er udskiftet med en univalent gruppe, i dette tilfælde CH3. Det systematiske IUPACnavn er methylbenzen.
Det er en aromatisk hydrocarbon der har bred anvendelse som industrielt råstof og som solvent. Som andre solventer bruges toluen nogle gange som inhaleret rusmiddel som følge af dets berusende egenskaber; inhalering af toluen kan dog forårsage voldsom neurologisk skade. Toluen er et vigtigt organisk solvent, men er også i stand til at opløse en stor mængde vigtige uorganiske kemikalier som svovl, iod, brom, fosfor og og andre ikke-polære kovalente forbindelser.